# Псковсько-Островська операція
Псковсько-Островська операція — фронтова наступальна операція радянських військ 3-го Прибалтійського фронту (1-ша Ударна, 42-га, 67-ма і 54-та армії, 14-та повітряна армія; командувач — генерал армії І. І. Масленников) проти частини сил німецької 18-ї армії, що проводилася з 11 по 31 липня 1944 з метою прориву добре підготовленої оборони противника (так званої лінії «Пантера»), звільнення міст Псков і Остров і розвитку наступу вглиб Прибалтики.
Радянські війська, завдавши головного удару з плацдарму на лівому березі р. Велика в обхід Островського УРу противника, а допоміжний удар на Псков, прорвали оборону діяли проти них 18-ї А і частини сил 16-ї А групи армій «Північ» (генерал-полковник Й. Фріснер, з 23 липня генерал-полковник Ф. Шернер), звільнили Псков, Остров, Ірбоска і Балтінава, подолали р. Велика по всій смузі фронту. Просунувшись на захід на 50-130 км, вони створили сприятливі умови для наступу на Естонію та Латвію. Операція характеризувалася вмілим обходом найбільш укріплених позицій противника, перенесенням напрямки головного удару в ході операції.
В результаті операції радянські війська виконали поставлені завдання і значно сприяли наступам 2-го Прибалтійського і Ленінградського фронтів.